# Kritzmow
Kritzmow – gmina w Niemczech, w Meklemburgii-Pomorzu Przednim, w powiecie Rostock, siedziba urzędu Warnow-West.
Kritzmow graniczy bezpośrednio z dzielnicą Rostocka - Biestow.